# Delias rileyi
Delias rileyi is een vlindersoort uit de familie van de Pieridae (witjes), onderfamilie Pierinae.
Delias rileyi werd in 1922 beschreven door Joicey & Talbot.